# 吕维尼 (孚日省)
吕维尼（法語：Luvigny，法語發音：[lyviɲi] ⓘ）是法国大東部大區孚日省的一个市镇，属于孚日圣迪耶区。

## 地理
吕维尼（48°30'3"N, 7°4'9"E）面积3.94 平方千米，位于法国大東部大區孚日省，该省份为法国东北部内陆省份，北起默兹省和默尔特-摩泽尔省，西接上马恩省，南至上索恩省和贝尔福地区省，东临上莱茵省和下莱茵省。
与吕维尼接壤的市镇（或旧市镇、城区）包括：比永维尔、格朗方丹、普莱讷河畔拉翁、韦克桑库尔。

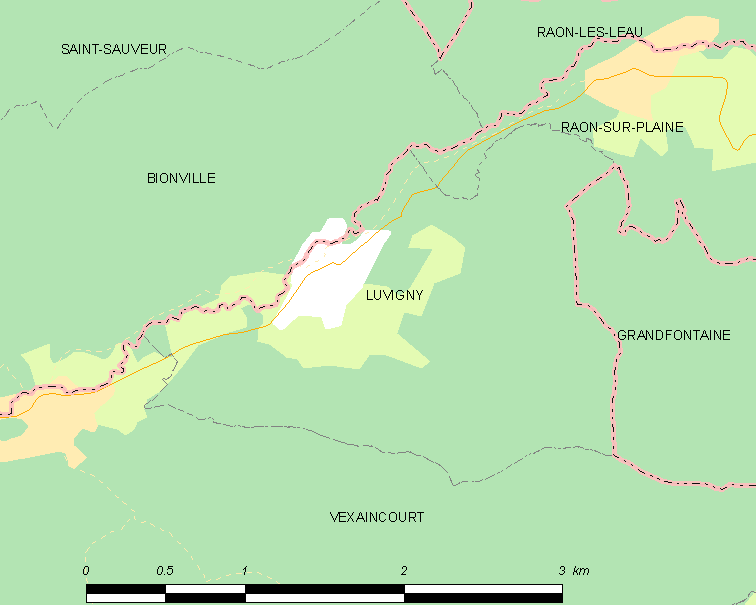
的OSM定位图

吕维尼的时区为UTC+01:00、UTC+02:00（夏令时）。

## 行政
吕维尼的邮政编码为88110，INSEE市镇编码为88277。

## 政治
吕维尼所属的省级选区为拉翁莱塔普县。

## 人口

1962-2008年间人口变化图示

吕维尼于2022年1月1日时的人口数量为117人。